# Jean Henri Oertel
Jean Henri Oertel, né le 3 octobre 1717 à Berlin et mort le 24 septembre 1796 à Strasbourg, est un orfèvre actif à Strasbourg au XVIIIe siècle.

## Biographie
Fils d'un orfèvre berlinois, Johann Georg Oertel, il se marie au sein d'une famille d'orfèvres strasbourgeois, les Schaumann, et prend la succession de son beau-père, Johann Heinrich Schaumann (maître en 1707).
Il est reçu maître en 1749, maître de la corporation en 1768 et 1784 et délégué au Grand Conseil en 1787 et 1788.
Son fils aîné, Jean Henri II, mort à Strasbourg en 1813, porte le même prénom. Il est également orfèvre (non insculpé) et a épousé la fille d'un autre orfèvre, Jean Frédéric Boden.
Un autre fils, Christian Frédéric, effectue son apprentissage à Berlin à partir de 1783. En 1796 il est reçu maître et s'établit orfèvre à Brunswick (Basse-Saxe), d'où Boden était originaire.

## Œuvre
Le musée des Arts décoratifs de Strasbourg conserve un chandelier en argent de forme dite « trompette », réalisé d'une seule pièce en 1765 ; une pince à sucre en argent doré, ciselée et ajourée ; une cuiller en argent avec le monogramme RG gravé sur la face de la spatule ; 36 couverts à entremets (18 fourchettes et 18 cuillers) en argent doré, de modèle violon à filets et dont la spatule est enrichie sur les deux faces d'un même décor de feuilles d'acanthes et de branchages fleuris ; les dessins d’une terrine signée « Berlin 22 août 1782 » et d'une pendule datée de 1783.

Musée des Arts décoratifs de Strasbourg.
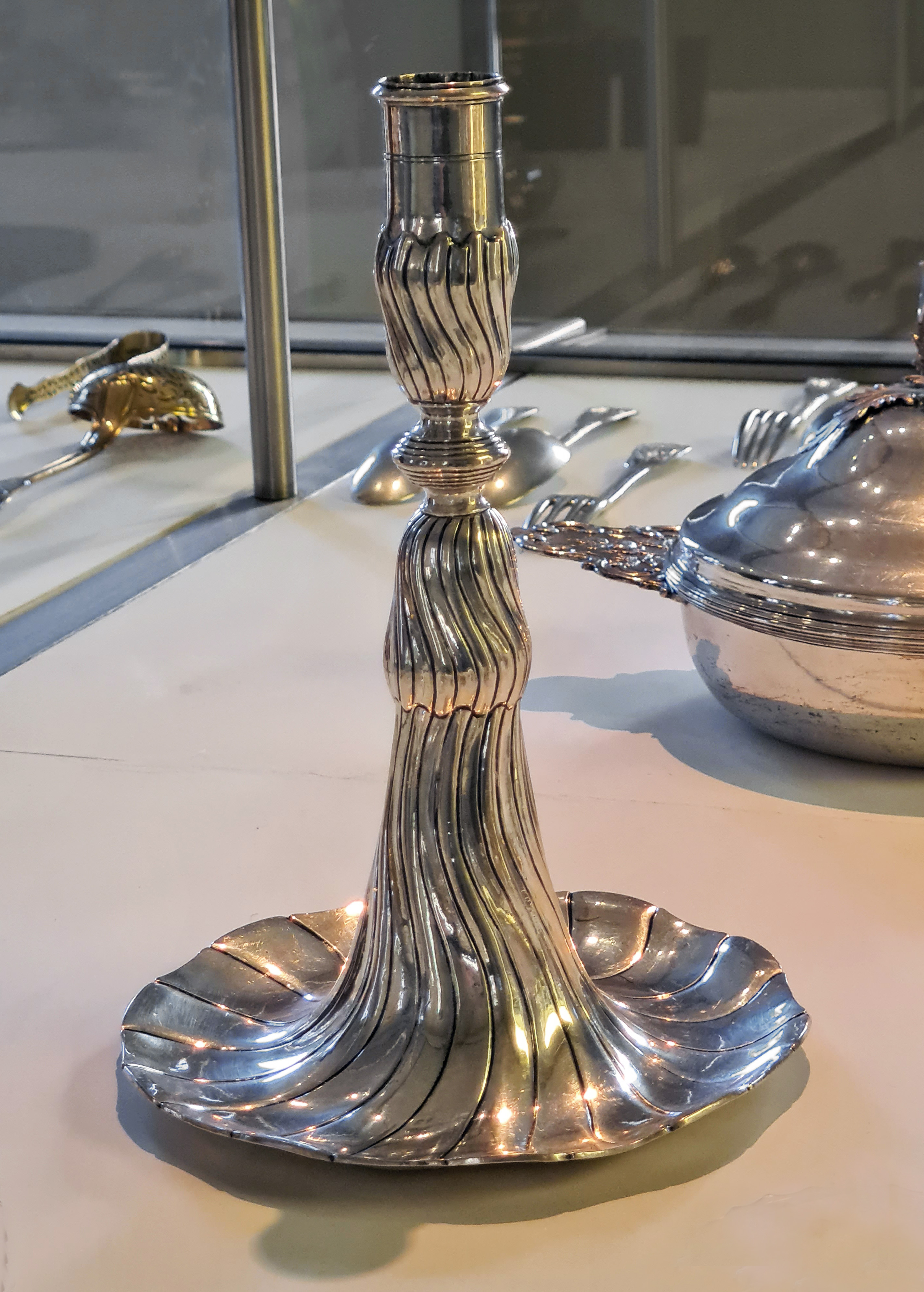
Flambeau en argent.
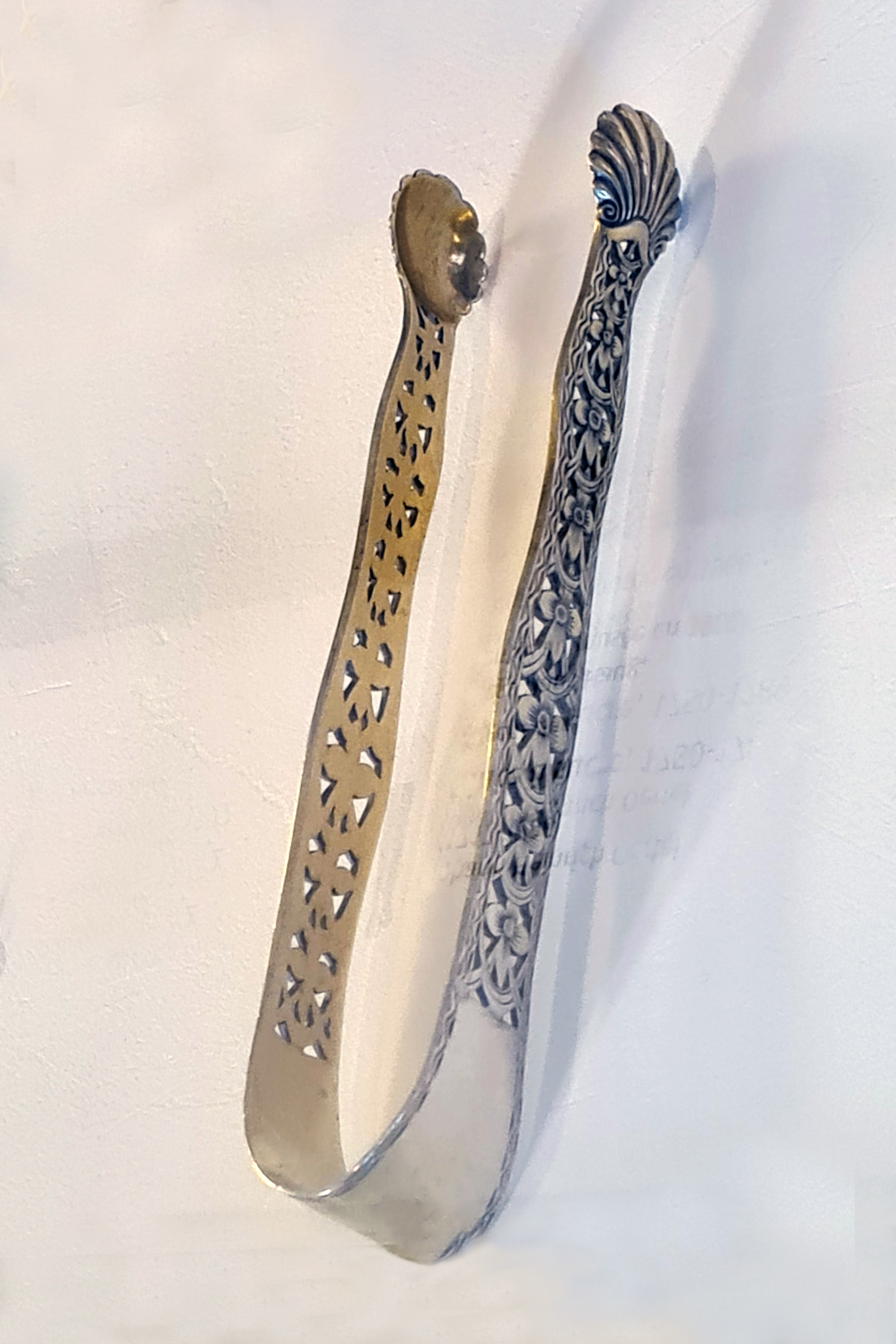
Pince à sucre.
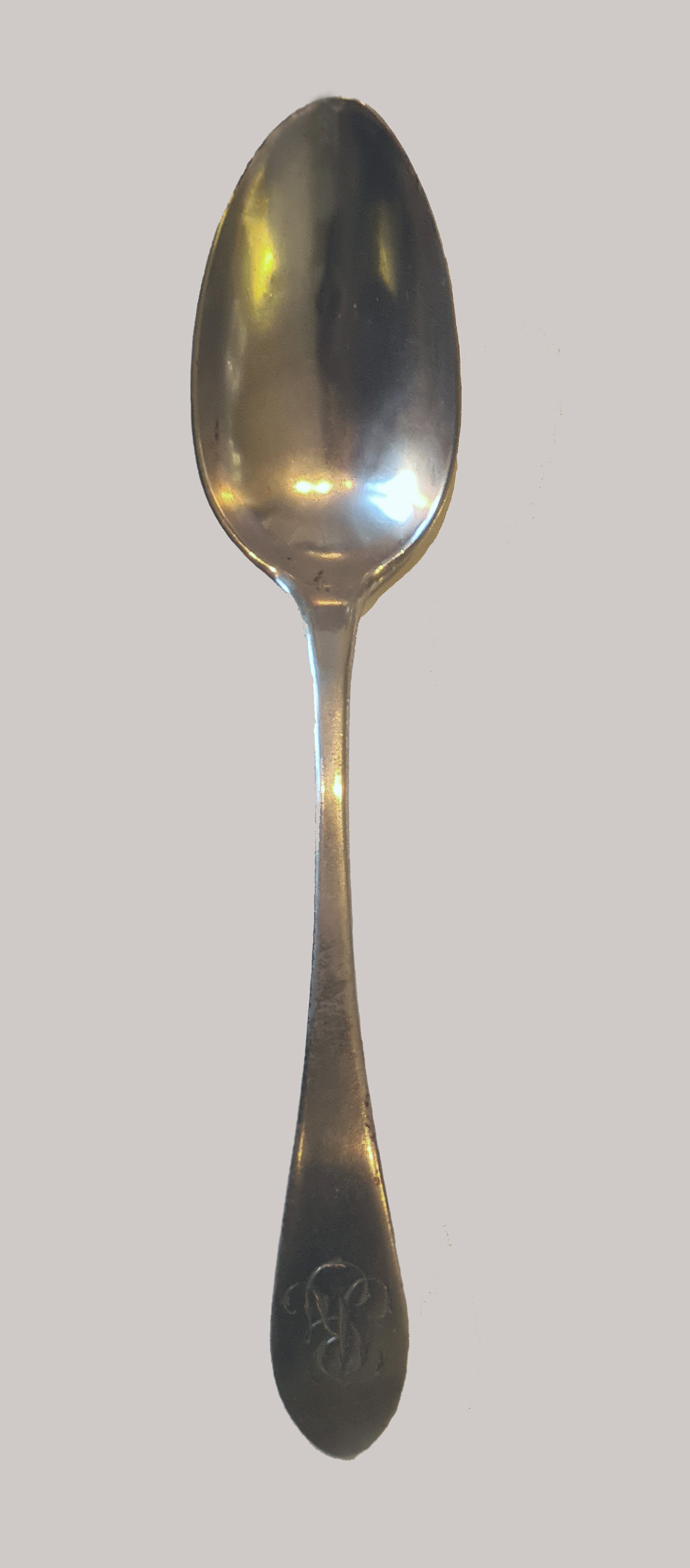
Cuiller à monogramme.
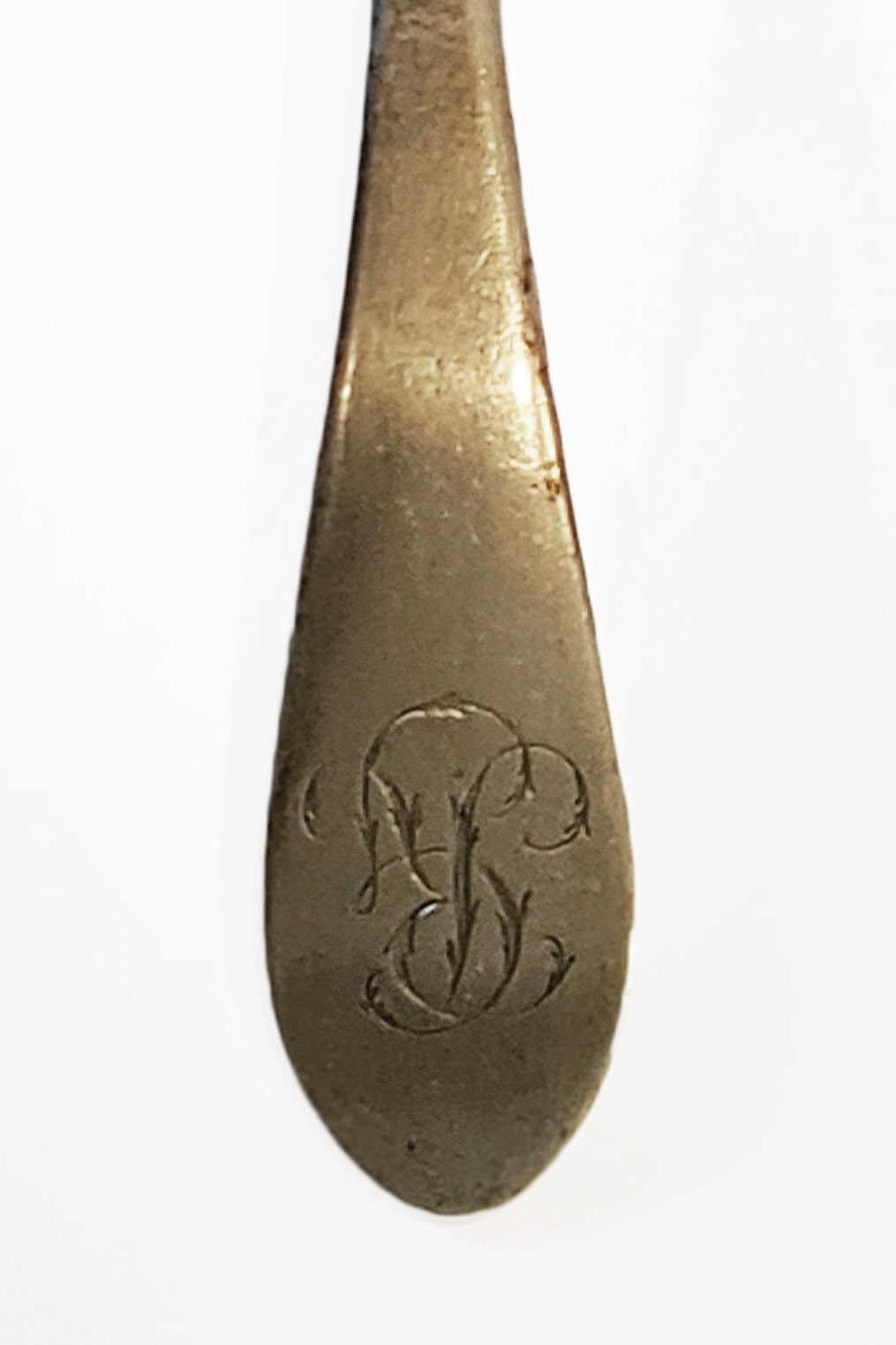
Cuiller à monogramme (détail).
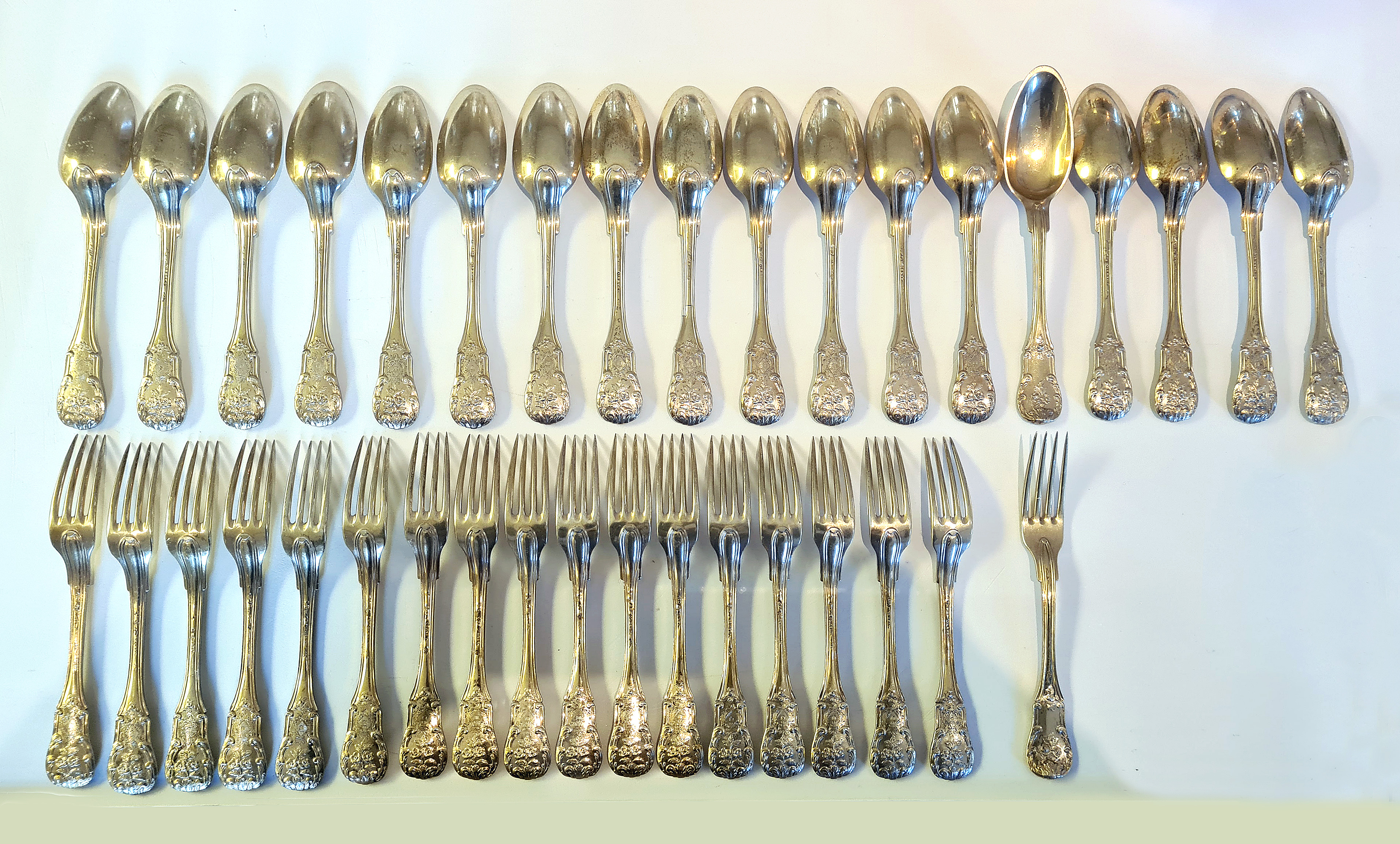
Couverts à entremets.

À Paris, le musée des Arts décoratifs possède notamment une écuelle à bouillon et son plateau, ainsi que six gobelets cylindro-coniques à bord supérieur évasé et mouluré, dont l'écrin de maroquin rouge est doublé en peau de chamois galonnée d'or.

Musée des Arts décoratifs de Paris.
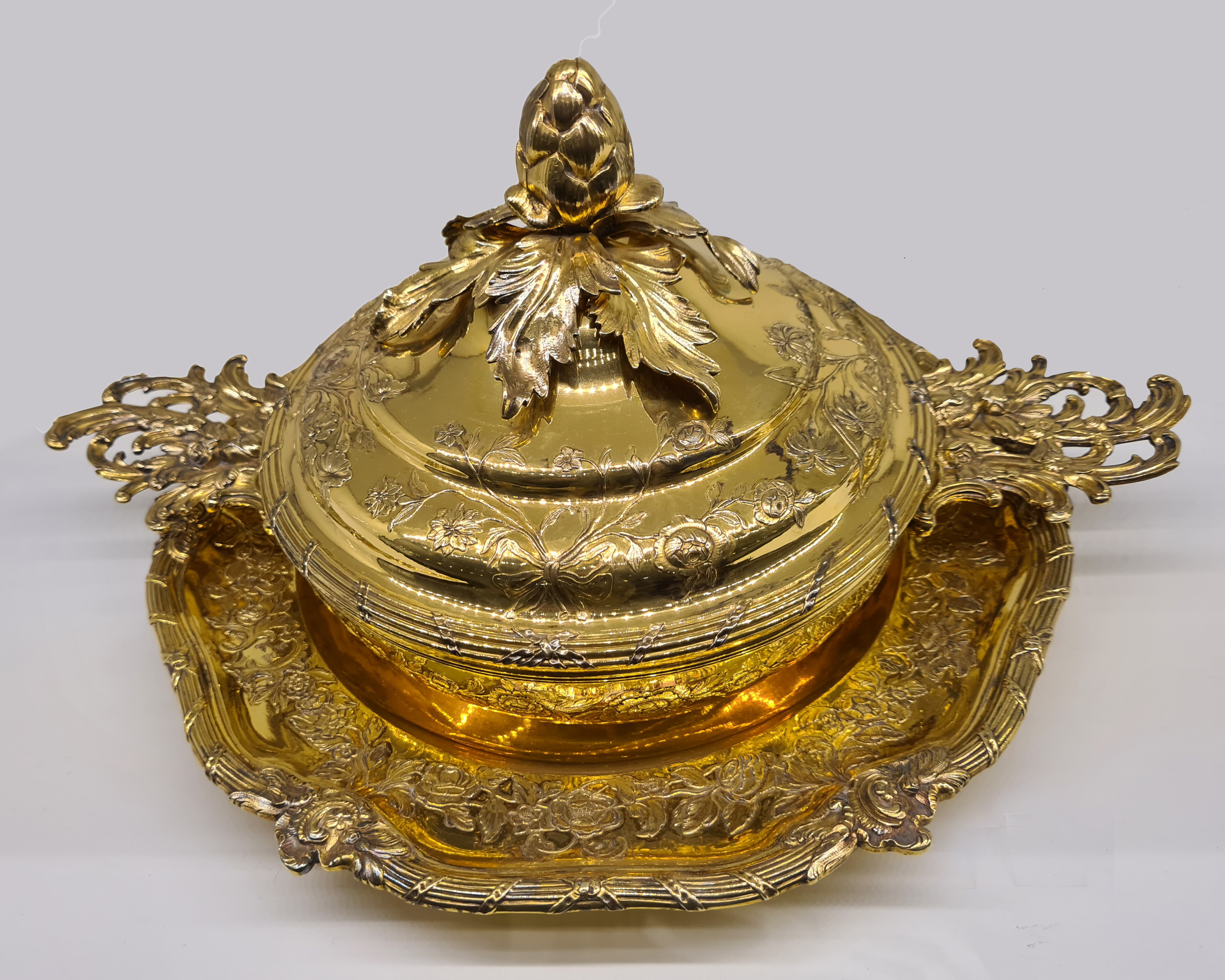
Écuelle couverte et son plateau (1765).
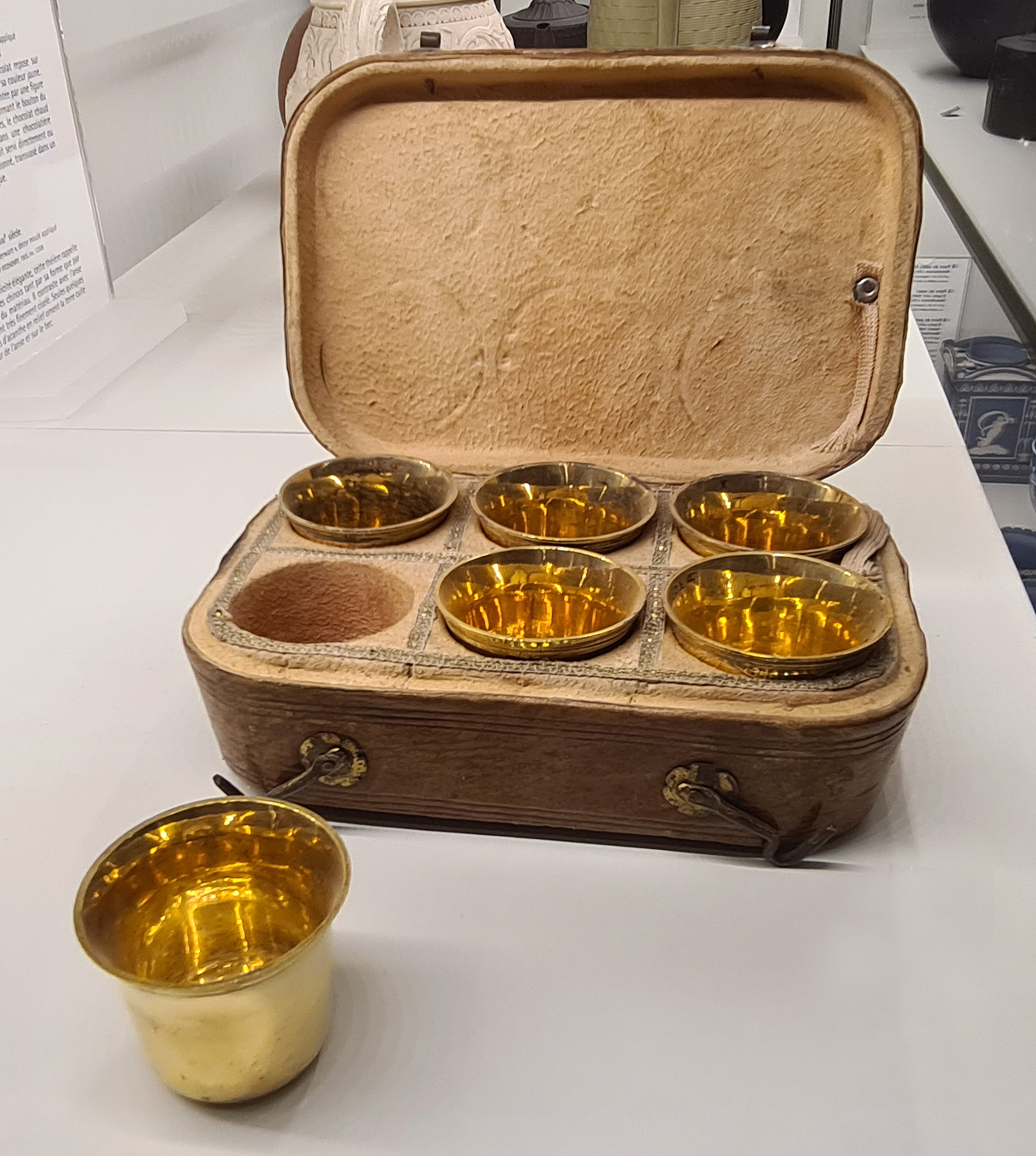
Étui contenant six gobelets (1775).

Oertel s'est fait une spécialité des écuelles à présentoir, mais sa plus prestigieuse réalisation est le service de toilette de la duchesse Charlotte de Mecklembourg-Strelitz.

## Postérité
Une rue de Strasbourg, dans le quartier du Neuhof, porte son nom.